# クレーンゲーム (ザ・クロマニヨンズの曲)
「クレーンゲーム」（くれーんげーむ）は、ザ・クロマニヨンズの18枚目のシングル。2019年8月28日に、自身のレーベルHAPPY SONG RECORDSからリリースされた。

## 解説
- 前作から1年経ってのリリース。通常盤、紙ジャケット仕様の初回仕様限定盤、完全生産限定アナログ盤の3形態で発売。

## 収録曲
全編曲：ザ・クロマニヨンズ
1. クレーンゲーム [3:46]
作詞・作曲：真島昌利
桑田佳祐(サザンオールスターズ)はこの曲を絶賛し、自身のラジオ番組「桑田佳祐のやさしい夜遊び」内の企画『桑田佳祐が選ぶ2019年邦楽シングルBEST20』で三位に選出した[1]。
2. 単二と七味 [2:27]
作詞・作曲：甲本ヒロト

## 収録アルバム
| 曲名           | アルバム | 発売日        | 備考                   |
| -------------- | -------- | ------------- | ---------------------- |
| クレーンゲーム | PUNCH    | 2019年10月9日 | 13thオリジナルアルバム |

## 参加アーティスト
- 甲本ヒロト - ボーカル
- 真島昌利 - ギター
- 小林勝 - ベース
- 桐田勝治 - ドラムス